# 林あさ美
林 あさ美（はやし あさみ、1977年9月1日 - ）は、日本の演歌歌手、演ドル（エンドル）。青森県上北郡六ヶ所村出身。過去にサンオフィス、エスプロ、ビクターミュージックアーツに所属していた。

## 人物
- 幼少の頃から祖母の影響で民謡、演歌に慣れ親しみ、家の近所にある雑木林が歌のレッスン場所であった。演歌歌手を目指し、1993年に上京した。
- 1996年に「つんつん津軽」で歌手デビュー。演歌歌手らしからぬ風貌とヘソ出しルックが特徴で「演歌界のアムラー」というキャッチコピーが付いた。同年、TBS・日本有線大賞、よみうりテレビ・全日本有線放送大賞の両番組で新人賞を、また、『NHK新人歌謡コンテスト』には1996年、1997年と2年連続出場し、1997年は準優勝を獲得した。
- 1997年からはCBC『ミックスパイください』、TBSラジオ『大槻ケンヂとタマゴのキミっ』のレギュラーに抜擢され、ABC・テレビ朝日系『熱闘甲子園』キャスター、マクドナルド「てりたまバーガー」のCMにも出演。『ヤングマガジン』などの各若者向け雑誌などでも水着グラビアを披露するなど、演歌歌手のカテゴリーに捉われない異色の存在となっていた。
- 演歌アイドルと言える楽曲は「ジパング」以降は無く、その後は本格演歌歌手として活動を続けていたが、2005年に「韓国の演ドル」と呼ばれるチャン・ユンジョンのヒット曲「オモナ」をカバーした「恋してオモナ」をリリース。ソウルで行われた「ゴールデンディスク大賞」ではチャンと共演した。
- 2006年11月にサンオフィスからエスプロに移籍し、2007年1月1日から水牧 あさ実（みずまき あさみ）に改名。2008年5月21日、新曲「男花吹雪」の発売と共に芸名を再び林 あさ美に戻すことになった。
- 2009年1月23日付の公式ブログで、自身のマネジメントを同年初めにエスプロから所属レコード会社のビクターエンタテインメントに移管したことを発表した。2010年7月1日付でビクターミュージックアーツに移籍した。
- 大のラーメン好きとして、テレビ番組や雑誌のラーメン企画にもたびたび登場している。自身の公式サイトやブログもラーメンを食べる写真などがデザインされている。
- 2012年には熱海五郎一座の公演「三宅裕司舞台復活記念」にゲスト出演し、主題歌「落語日本花吹雪」を歌った。
- 2013年以降、活動を停止している。

## ディスコグラフィ

### シングル
- 全てビクターエンタテインメントからリリース。
- 14枚目のシングル「恋暦浪花春秋」は、水牧あさ実名義。

| #  | 発売日         | 曲順 | タイトル                        | 作詞         | 作曲             | 編曲          | 規格品番   |
| -- | -------------- | ---- | ------------------------------- | ------------ | ---------------- | ------------- | ---------- |
| 1  | 1996年 3月23日 | 01   | つんつん津軽                    | 荒木とよひさ | 三木たかし       | 若草恵        | VIDL-11017 |
| 1  | 1996年 3月23日 | 02   | 赤い夕陽の父子船                | 荒木とよひさ | 三木たかし       | 若草恵        | VIDL-11017 |
| 2  | 1997年 2月21日 | 01   | ジパング                        | 荒木とよひさ | 三木たかし       | 若草恵        | VIDL-11035 |
| 2  | 1997年 2月21日 | 02   | ねえ 卒業したら                 | 荒木とよひさ | 三木たかし       | 若草恵        | VIDL-11035 |
| 3  | 1997年 7月2日  | 01   | 風の恋唄                        | 荒木とよひさ | 浅野佑悠輝       | 今泉敏郎      | VIDL-30043 |
| 3  | 1997年 7月2日  | 02   | 都会                            | 荒木とよひさ | 浅野佑悠輝       | 今泉敏郎      | VIDL-30043 |
| 4  | 1998年 3月21日 | 01   | 夕焼けが泣いている              | ちあき哲也   | 浜圭介           | 若草恵        | VIDL-30193 |
| 4  | 1998年 3月21日 | 02   | 雨の御堂筋                      | 林春生       | ザ・ベンチャーズ | 杉村俊博      | VIDL-30193 |
| 5  | 1998年 9月2日  | 01   | だいじな人だから                | 秋浩二       | 伊藤雪彦         | 前田俊明      | VIDL-30160 |
| 5  | 1998年 9月2日  | 02   | じょんがら別れ唄                | 秋浩二       | 伊藤雪彦         | 前田俊明      | VIDL-30160 |
| 6  | 1999年 6月21日 | 01   | 困るのよ                        | 秋浩二       | 伊藤雪彦         | 前田俊明      | VIDL-30432 |
| 6  | 1999年 6月21日 | 02   | はまなすの恋                    | 秋浩二       | 伊藤雪彦         | 前田俊明      | VIDL-30432 |
| 7  | 2000年 6月21日 | 01   | 星になった人                    | 伊藤薫       | 平尾昌晃         | 矢野立美      | VIDL-30501 |
| 7  | 2000年 6月21日 | 02   | 杏子                            | 伊藤薫       | 平尾昌晃         | 矢野立美      | VIDL-30501 |
| 8  | 2001年 3月23日 | 01   | 海峡みなと                      | 鈴木紀代     | 岡千秋           | 伊戸のりお    | VIDL-30521 |
| 8  | 2001年 3月23日 | 02   | はまなす岬                      | 鈴木紀代     | 岡千秋           | 伊戸のりお    | VIDL-30521 |
| 9  | 2002年 6月21日 | 01   | 朝はきっと来る                  | 鈴木紀代     | 岡千秋           | 伊戸のりお    | VIDL-30543 |
| 9  | 2002年 6月21日 | 02   | 悲恋歌                          | 鈴木紀代     | 岡千秋           | 伊戸のりお    | VIDL-30543 |
| 10 | 2003年 4月2日  | 01   | 玄界太鼓                        | 木下龍太郎   | 岡千秋           | 佐伯亮        | VIDL-30556 |
| 10 | 2003年 4月2日  | 02   | 春夏秋冬ふられ節                | 荒木とよひさ | 鈴木淳           | 伊戸のりお    | VIDL-30556 |
| 11 | 2004年 2月18日 | 01   | 七色なみだ                      | 麻こよみ     | 水森英夫         | 前田俊明      | VICL-35612 |
| 11 | 2004年 2月18日 | 02   | これで人生ガッテンだ!           | 冬弓ちひろ   | 浅野佑悠輝       | ヒロ☆ヒロユキ | VICL-35612 |
| 12 | 2005年 9月22日 | 01   | 恋してオモナ                    | 亜蘭知子     | Yoon Myung Sun   | 伊戸のりお    | VICL-35886 |
| 12 | 2005年 9月22日 | 02   | どさゆさラッセラ!               | 亜蘭知子     | Yoon Myung Sun   | 伊戸のりお    | VICL-35886 |
| 13 | 2006年 9月21日 | 01   | 手のひらの愛                    | あかぎてるや | 三木たかし       | 松原正樹      | VICL-36161 |
| 13 | 2006年 9月21日 | 02   | 涙 かくして                     | 亜蘭知子     | 三木たかし       | 伊戸のりお    | VICL-36161 |
| 14 | 2007年 5月23日 | 01   | 恋暦浪花春秋                    | もず唱平     | 四方章人         | 池多孝春      | VICL-36295 |
| 14 | 2007年 5月23日 | 02   | さくらんぼの花                  | 喜多條忠     | 伊藤雪彦         | 前田俊明      | VICL-36295 |
| 14 | 2007年 5月23日 | 03   | エトピリカの泪                  | 竜飛ひさし   | 平尾昌晃         | 萩田光雄      | VICL-36295 |
| 15 | 2008年 5月21日 | 01   | 男花吹雪                        | 三浦徳子     | つんく           | 萩田光雄      | VICL-36409 |
| 15 | 2008年 5月21日 | 02   | さくらんぼの花 (ニューミックス) | 喜多條忠     | 伊藤雪彦         | 前田俊明      | VICL-36409 |
| 16 | 2010年 4月21日 | 01   | 銀木犀                          | 水木かおる   | 大谷明裕         | 伊戸のりお    | VICL-36573 |
| 16 | 2010年 4月21日 | 02   | 男!マグロ!一本釣り!             | 柿島伸次     | 柿島伸次         | 柿島伸次      | VICL-36573 |
| 17 | 2012年 2月22日 | 01   | 空になりたい涙                  | 田久保真見   | 浜崎奈津子       | 岩本正樹      | VICL-36689 |
| 17 | 2012年 2月22日 | 02   | 理由ある旅                      | 中真生人     | 中真生人         | 岩本正樹      | VICL-36689 |

#### 配信限定シングル
| 発売日         | タイトル       | 作詞     | 作曲     | 編曲     |
| -------------- | -------------- | -------- | -------- | -------- |
| 2012年 5月30日 | 落語日本花吹雪 | 三宅裕司 | 大崎聖二 | 大崎聖二 |

### アルバム

#### オリジナル・アルバム
| 発売日         | タイトル         | 規格品番   |
| -------------- | ---------------- | ---------- |
| 1998年10月21日 | だいじな人だから | VICL-60307 |

#### カバー・アルバム
| 発売日         | タイトル       | 規格品番   |
| -------------- | -------------- | ---------- |
| 2009年11月25日 | 歌謡曲がお好き | VICL-63474 |

#### ベスト・アルバム
| 発売日         | タイトル                                             | 規格品番   |
| -------------- | ---------------------------------------------------- | ---------- |
| 1999年11月20日 | 林あさ美全曲集                                       | VICL-60500 |
| 2000年10月21日 | 林あさ美全曲集                                       | VICL-60634 |
| 2001年9月21日  | 愛・さわやか〜林あさ美全曲集                         | VICL-60788 |
| 2002年10月23日 | 夢・ギュッとね〜林あさ美全曲集                       | VICL-60980 |
| 2003年12月17日 | あさ美の選りすぐり〜林あさ美ベストセレクション〜     | VICL-61270 |
| 2004年11月21日 | 林あさ美ベスト〜あさ美の玉手箱〜                     | VICL-61528 |
| 2005年11月23日 | 林あさ美ベスト〜恋してオモナ〜                       | VICL-61824 |
| 2006年10月18日 | 林あさ美全曲集〜手のひらの愛〜                       | VICL-62148 |
| 2007年8月22日  | 水牧あさ実ベスト・ソングス 天晴                      | VICL-62476 |
| 2009年10月21日 | 林あさ美全曲集〜single collection with 涙 かくして〜 | VICL-63413 |
| 2010年10月20日 | 林あさ美ベスト〜銀木犀〜                             | VICL-63594 |
| 2012年10月24日 | 林あさ美ベストアルバム                               | VICL-63946 |

### 映像作品

#### ミュージック・ビデオ
| 発売日        | タイトル                                | 規格 | 規格品番 |
| ------------- | --------------------------------------- | ---- | -------- |
| 2005年9月22日 | あら、まあ! 林あさ美 ビデオ・クリップス | DVD  | VIBL-279 |

### タイアップ曲
| 年     | 楽曲                  | タイアップ                                             |
| ------ | --------------------- | ------------------------------------------------------ |
| 2002年 | 朝はきっと来る        | NHK「コメディーお江戸でござる」挿入歌                  |
| 2004年 | 七色なみだ            | NHK「コメディーお江戸でござる」挿入歌                  |
| 2004年 | これで人生ガッテンだ! | NHK「コメディーお江戸でござる」挿入歌                  |
| 2010年 | 男!マグロ!一本釣り!   | パチンコ「CR男のマグロ一本釣り」テーマソング           |
| 2012年 | 落語日本花吹雪        | 舞台「落語日本花吹雪〜出囃子は殺しのブルース〜」劇中歌 |

## 出演

### テレビ
- ミックスパイください（中部日本放送）
- 熱闘甲子園（朝日放送テレビ・テレビ朝日系列） - 1997年度キャスター
- どんとこい民謡（NHK総合） - 司会
- コメディーお江戸でござる（NHK総合）
- コメディー道中でござる（NHK総合）
- 林あさ美の歌謡音楽館（テレビ埼玉）

### ラジオ
- MBSヤングタウン MUSIC MAX（毎日放送ラジオ）
- 大槻ケンヂとタマゴのキミっ（TBSラジオ）
- 林あさ美のそろそろあさmix（青森放送ラジオなど）
- 林あさ美のお目覚めサプリ（ラジオ日本）

### CM
- セブンイレブン「ミニ丼」
- マクドナルド「てりたまバーガー」
- ナムコ
- NTTドコモ・青森

### 舞台
- 熱海五郎一座「落語日本花吹雪〜出囃子は殺しのブルース〜」（2012年）